# Jean de Silhon
Jean de Silhon est un philosophe et homme politique français, né à Sos vers 1596 et mort à Paris en février 1667.
Il est un secrétaire de Richelieu avant de devenir conseiller d'État, puis membre de l'Académie française en 1634.

## Œuvres
- Les Deux véritez de Silhon : l'une de Dieu et de sa providence, l'autre de l'immortalité de l'âme (1626) Réédition : 1991.
- Panégyrique à Mgr le cardinal de Richelieu, sur ce qui s'est passé aux derniers troubles de France (1629)
- De l'immortalité de l'âme (1634)
- Le Ministre d'Estat, avec le véritable usage de la politique moderne, 3e édition augmentée de la Relation du conclave de Clément VIII (1642)
- Esclaircissement de quelques difficultez touchant l'administration du cardinal Mazarin, 1re partie, par le sieur de Silhon (1651)
- De la Certitude des connaissances humaines, où sont particulièrement expliquez les principes et les fondemens de la morale et de la politique, avec des observations sur la manière de raisonner par l'assemblage de plusieurs moyens (1667) Réédition : 2002.
- Divers mémoires concernant les dernières guerres d'Italie ; avec trois traités de feu M. de Silhon, qui n'ont encore été vus (1669)